# 661
Năm 661 là một năm trong lịch Julius.